# NGC 1172
NGC 1172 (другие обозначения — MCG -3-8-59, PGC 11420) — эллиптическая галактика (E) в созвездии Эридан.
Этот объект входит в число перечисленных в оригинальной редакции «Нового общего каталога».
Галактика не имеет ярких спутников, хотя ранее высказывались предположения, что  NGC 1172 относится к группе галактик NGC 1209. В NGC 1172 находится очень много шаровых скоплений.